# Gidaganahalli, Gauribidanur
Gidaganahalli là một làng thuộc tehsil Gauribidanur, huyện Kolar, bang Karnataka, Ấn Độ.